# タルトゥ・カレッジ
タルトゥ・カレッジ（英: Tartu College）は、カナダオンタリオ州トロントにある私有の学生寮である。

## 概要
名称はエストニアの学術都市タルトゥが由来である。またcollegeという英単語は、ここでは「大学」ではなく「寮舎」と和訳される。トロントのダウンタウン北部を東西に貫くブロア・ストリート沿いにある。トロント大学の北向かいに位置することから、入居者の殆どが同大学の学生である。他にはトロント市内の他の大学や専門学校の学生も入居する。北米において大学が休講となる4月下旬から8月下旬までの時季は、市内の私立語学学校に通う留学生や、一般の者も入居する。

## 歴史
1970年に竣工。その2年前には、姉妹寮であるロッチデール・カレッジ（現在はデイヴィッド・A・クロル・アパートメントとして学生以外も入居する）が建てられ、いずれもエストニア系カナダ人のエルマル・タンポルドとジョン・ウェルズの2氏によって設計された。ブルータリズム建築の一例として1960年代の郷愁を思い起こさせるような造りとなっている。

## 交通
- トロント市地下鉄またはストリートカー（路面電車）510系統 スパダイナ駅より徒歩2分